# Éruption phréatique
Pour les articles homonymes, voir Phréatique.
Ne doit pas être confondu avec Éruption phréato-magmatique.

Schéma d'une éruption phréatique.

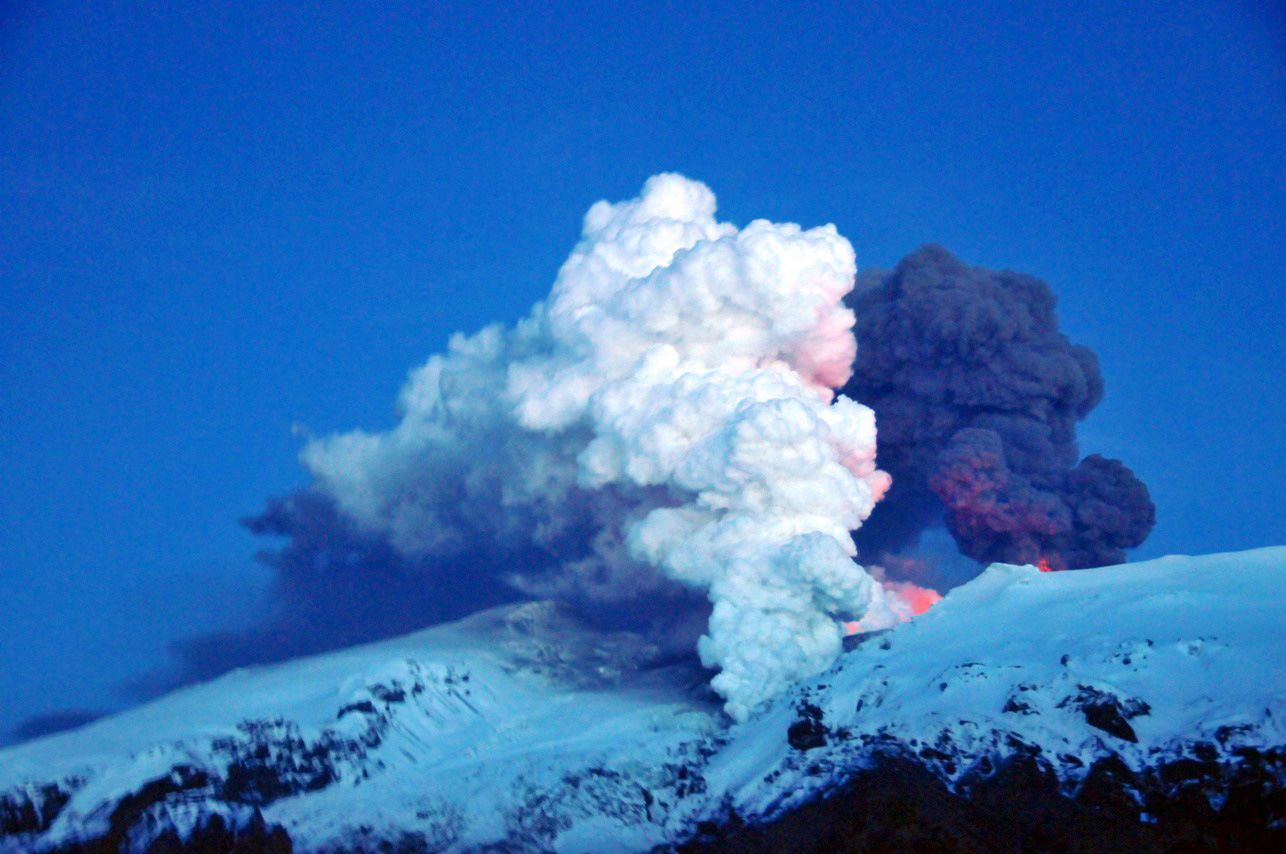
Vue de l'Eyjafjöll en éruption en 2010 avec un panache blanc correspondant à une éruption phréatique liée à la vaporisation de la glace du Gígjökull sous la chaleur d'une coulée de lave et un panache gris de cendres émis depuis la bouche éruptive.

Une éruption phréatique est un type d'éruption volcanique caractérisé par l'expulsion violente d'une importante masse d'eau du sol sous la forme d'explosions qui vont former un panache volcanique contenant exclusivement de la vapeur d'eau, de fines gouttelettes d'eau condensée et éventuellement des gaz volcaniques. L'eau vaporisée peut provenir soit d'une masse d'eau liquide (nappe phréatique, lac, cours d'eau, etc), soit solide (glacier, etc).
Ce type d'éruption se produit lorsque la remontée d'un magma dans un volcan réchauffe suffisamment une grande masse d'eau au point que celle-ci est rapidement vaporisée dans de grandes proportions. Une éruption phréatique est généralement le précurseur d'une éruption phréato-magmatique, puis éventuellement purement magmatique. Une éruption phréatique devient phréato-magmatique à partir du moment où le panache volcanique contient des matières minérales solides (cendres, téphras, etc).